# 新城街道 (铜陵市)
新城街道是中华人民共和国安徽省铜陵市铜官区下辖的一个街道办事处。

## 行政区划
新城街道下辖以下村级行政区划单位：
谢垅社区、近城社区、湖边社区、齐谭社区、石桥社区、董冲社区、新江社区、马冲社区、工农社区、近市社区、翠湖社区、梅塘社区、查壬村、双桥村、建立村、江滨村、联盟村。